# Углеша Шайтинац
Углеша Шайтинац (на сръбски: Угљеша Шајтинац) е сръбски драматург, преводач, сценарист и писател на произведения в жанра драма и детска литература.

## Биография и творчество
Углеша Шайтинац е роден на 1 октомври 1971 г. в Зренянин, Сърбия, Югославия, в семейство на артистични родители. Майка му Миряна е актриса, а баща му Радивой Шайтинац е поет, писател и драматург. Завършва гимназия в родния си град. През 1999 г. завършва драматургия във Факултета за драматични изкуства на Белградския университет за изкуства. Докато следва печели наградата на Йосип Кулунджич за най-добър студент по драматургия, както и наградата на Слободан Селенич за най-добър абитуриентски текст.
След дипломирането си, в периода 2003 – 2005 г. работи като драматург в Сръбския национален театър в Нови Сад. После става преподавател по драматургия в Академията за изкуства на Университета в Нови Сад.
Първият му роман „Чуда природе“ (Чудеса на природата) е издаден през 1993 г., а първата му пиеса „Реквизитер“ през 1999 г.
Спектакли по негови пиеси, освен в сръбски, са играни в британски и американски театри. В историята на театъра той е единственият сръбски драматург, чиято пиеса, „Хъдърсфийлд“, за първи път е изпълнена в чужбина на английски като световна премиера (Лийдс, 2004 г., в Сърбия от Югославски драматичен театър, 2005 г.). За написването ѝ е вдъхновен след посещение на Хъдърсфийлд през 2000 г. За драмата получава наградата „Стерия“ (на името на писателя Йован Стерия Попович) за най-добър съвременен драматичен текст в театър „Стерия“ през 2005 г. През 2007 г. по нея е екранизиран едноименния филм, с който той участва и като сценарист.
За романа си „Вок он!“ (Върви!) от 2007 г е удостоен с литературната награда „Биляна Йованович“. Същата година става член на Сръбската литературна асоциация.
Най-известният му роман „Съвсем скромни дарове“ от 2011 г. Сюжетът на книгата е съвременен вариант на епистоларния жанр. Главни герои са двама братя, които си разменят писма по електронна поща – по-малкият е драматург, поел пътя към успеха в Ню Йорк и Чикаго, а по-големият е шофьор на пикап в родния град Зренянин. Те си обменят впечатления за живота си, за изкуството, самоличността, за живота в малката среда и в големия свят, за собствените си успехи и неуспехи, за семейството. В крайна сметка по-малкият се завръща в родния си град и се грижи за родителите си, а по-големият заминава за Америка, щастливо влюбен в своя съученичка. Романът получава международно признание и е удостоен с различни награди – Европейската награда за литература, наградата „Златен слънчоглед“ (награда „Витал“), и наградата „Борисав Станкович“.
Углеша Шайтинац живее в Зренянин.

## Произведения

### Самостоятелни романи
- Чуда природе (1993)
- Нада станује на крају града (2002)
- Вок он! (2007) – награда „Биляна Йованович“
- Сасвим скромни дарови (2011) – награда за литература на Европейския съюз, награда „Златен слънчоглед“, награда „Борисав Станкович“
Съвсем скромни дарове, изд.: „Сиела“, София (2013), прев. Ася Тихинова-Йованович

### Детска литература
- Ветрушкина ледина (2006)
- Чарна и Несвет (2013)
- Банда нежељених љубимаца (2017)

### Пиеси
- Реквизитер (1999)
- Право на Руса (2001)
- Говорите ли аустралијски? (2002)
- Живот на пустом острву (2003)
- Робинзон и пирати (2004)
- Хъдърсфийлд (2005) – награда „Йован Стерия Попович“
- Банат (2007)
- Ветрушкина ледина (2008)
- Лепет мојих плућних крила (2009)
- Aнималс (2018)

### Сборници
- Чемер (1997)
- Банаторијум и ина проза (2014) – награда „Иво Андрич“
- Жена из Хуареза (2017)

### Екранизации
- 2007 Hadersfild – сценарий